# Speocropia sabrella
Speocropia sabrella là một loài bướm đêm trong họ Noctuidae.